# Salix yuhuangshanensis
Salix yuhuangshanensis — вид квіткових рослин із родини вербових (Salicaceae).

## Морфологічна характеристика
Це кущ до 4 метрів заввишки. Гілочки коричневі чи червонувато-брунатні, голі. Листкова ніжка 3–8 мм, запушена; листкова пластинка яйцювата або ромбічно-яйцювата, (2)3–6(8) × 1–3(4.5) см, абаксіально (низ) бліда, біло волосиста, адаксіально (верх) зелена, край неглибоко зазубрений, верхівка коротко загострена чи загострена. Жіноча сережка ≈ 15 × 7 мм. Жіноча квітка: зав'язь яйцеподібна, густо запушена, майже сидяча.

## Середовище проживання
Пд.-зх. Шеньсі. Населяє гірські схили; на висотах 2600–2900 метрів.